# Hans Christoph von Gemmingen (1677–1752)
Hans Christoph von Gemmingen (* 1677; † 12. November 1752 in Wien) war Grundherr in Michelfeld und Reichshofrat in Wien. Er wurde schwachsinnig, seine Güter kamen unter Zwangsverwaltung des Ritterkantons und fielen nach seinem Tod an Verwandte.

## Leben
Er war ein Urenkel Reinhards des Gelehrten (1576–1635), der 1614 die Lehensnachfolge der zuvor erloschenen Linie Gemmingen-Michelfeld angetreten hatte. Der Besitz an Michelfeld kam an Reinhards Sohn Hans Christoph († 1646), von diesem an dessen Sohn Johann Reinhard (1632–1678) und von diesem an den 1677 geborenen Sohn Hans Christoph. Seine Mutter wandte sich 1690 an Bischof Johann Karl von Worms mit der Bitte um Mitbelehnung ihres Sohnes mit Burg und Dorf Treschklingen, um dessen Studium zu finanzieren. Er schlug eine Verwaltungslaufbahn im Reichsdienst ein und wurde kaiserlicher Reichshofrat in Wien. Mit fortschreitendem Alter wurde er schwachsinnig und hat sich nicht mehr um seine Güter gekümmert, so dass sie unter Zwangsverwaltung des Ritterkantons kamen. Er starb 1752 ledig und kinderlos in Wien. Sein Besitz fiel an Verwandte aus dem Gemminger Stamm Hornberg.